# Sonic the Hedgehog 3 (film)
Sonic the Hedgehog 3 is een Amerikaans-Japanse komische actie-avonturenfilm uit 2024, gebaseerd op de gelijknamige computerspelserie van Sega. De film werd geregisseerd door Jeff Fowler, naar een scenario door Patrick Casey en Josh Miller.

## Verhaal
Sonic the Hedgehog, Knuckles en Tails moeten het in de film opnemen tegen een sterke nieuwe vijand: de mysterieuze Shadow, die over ongekende krachten beschikt. Als blijkt dat ze kansloos tegen hem zijn, ziet Team Sonic zich gedwongen om een bondgenootschap met superschurk Dr. Eggman aan te gaan om Shadow te stoppen en de planeet te beschermen.

## Rolverdeling
| Personage               | Origineel                     | Nederlands           | Vlaams              |
| ----------------------- | ----------------------------- | -------------------- | ------------------- |
| Sonic the Hedgehog      | Ben Schwartz (stem)           | Najib Amhali         | Sander Gillis       |
| Dr. Robotnik            | Jim Carrey                    | Huub Dikstaal        | Koen Van Impe       |
| Gerald Robotnik         | Jim Carrey                    | Huub Dikstaal        | Koen Van Impe       |
| Shadow the Hedgehog     | Keanu Reeves (stem)           | Ruben Lürsen         | Pieter-Jan De Paepe |
| Knuckles the Echidna    | Idris Elba (stem)             | Emmanuel Ohene Boafo | Dries Vanhegen      |
| Miles "Tails" Prower    | Colleen O'Shaughnessey (stem) | Randy Fokke          | Aagje Dom           |
| Tom Wachowski           | James Marsden                 | Joshua Albano        | Kobe Van Herwegen   |
| Maddie Wachowski        | Tika Sumpter                  | Carolina Dijkhuizen  | Ianthe Tavernier    |
| Agent Stone             | Lee Majdoub                   | Erik van der Horst   |                     |
| Director Rockwell       | Krysten Ritter                | Anne van Veen        |                     |
| Wade Whipple (Wout)     | Adam Pally                    | Ricardo Blei         | Rudi Giron          |
| Rachel (Rochelle)       | Natasha Rothwell              | Peggy Sandaal        | Daisy Thys          |
| Randall Handel (Ronnie) | Shemar Moore                  | Murth Mossel         | Jeroen Van Dyck     |
| Maria Robotnik          | Alyla Browne                  | Maria Piël           |                     |
| Commandant Walters      | Tom Butler                    | Leo Richardson       |                     |
| Kyle Lancebottom        | Jorma Taccone                 |                      |                     |
| Gabriella               | Sofia Pernas                  |                      |                     |
| Pablo / Juan            | Cristo Fernández              |                      |                     |
| Jonge Walters           | James Wolk                    |                      |                     |

De Nederlandse versie is geregisseerd door Anneke Beukman en opgenomen door Franky Rampen. De overige stemmen in de Nederlandse versie zijn ingesproken door: Ricardo Blei, Cystine Carreon, Has Drijver, Aurelia Fontijn, Stephan Holwerda, Dioni Jurado-Gomez, Rutger Le Poole, Murth Mossel, Monica Muns, Rodney Nijbacker, Florus van Rooijen, Peter van Rooijen, Omri Tindal en Dennis Willekens.

## Release en ontvangst
Sonic the Hedgehog 3 ging op 16 december 2024 in première in het TCL Chinese Theatre in Los Angeles. De film gaat op 20 december in première in de Amerikaanse bioscopen. De film komt op 25 december 2024 uit in de Nederlandse en Vlaamse bioscopen, vijf dagen na de Amerikaanse uitgave.
De film kreeg overwegend positieve kritieken van de filmcritici, met een score van 85% op Rotten Tomatoes, gebaseerd op 144 beoordelingen.

### Kassaopbrengsten
Sonic the Hedgehog 3 ging in de Amerikaanse bioscopen in première naast Mufasa: The Lion King met de verwachting van een bruto opbrengst in het openingsweekend van 55 à 60 miljoen Amerikaanse dollars in 3800 bioscopen. De film bracht uiteindelijk 62 miljoen dollar op in zijn openingsweekend en eindigde daarmee op de eerste plaats aan de kassa.